# آغاجان سیدی
آغاجان سیدی (زاده ۱۳۳۶ ولایت کاپیسا) سیاستمدار افغانستان و نماینده مردم ولایت کاپیسا در دوره شانزدهم مجلس نمایندگان است. وی در مجلس شانزدهم نمایندگان افغانستان عضو کمیسیون امور دفاعی و تمامیت ارضی می‌باشد.

## زندگی‌نامه
آغاجان سیدی زاده ۱۳۳۶ از منطقۀ سنجن حصه اول ولایت کاپیسا می‌باشد. تحصیلات متوسطه خود را در لیسه/دبیرستان سنجن در سال ۱۳۵۹ به پایان رسانید و پس از آن وارد جبهه جنگ شد. زبان مادری او پشه‌ای است.

## دیگر فعالیت‌ها
دیگر فعالیت‌های ایشان:
- قوماندان جهادی.